# برونو غاوتشو
برونو غاوتشو هو لاعب كرة قدم برازيلي في مركز الدفاع، ولد في 26 ديسمبر 1997 في Estrela, Rio Grande do Sul ‏ في البرازيل. لعب مع نادي شابيكوينسي.